# 光徳院 (中野区)
光徳院（こうとくいん）は、東京都中野区にある真言宗豊山派の寺院。

## 歴史
創建年代は不明であるが、亮珍和尚によって開山された。元々は現在の半蔵門の付近に位置していたが、江戸城拡張工事に伴い市ヶ谷田町、そして牛込柳町に移り、1910年（明治43年）に現在地に移転した。
1995年（平成7年）には、木造瓦葺きの五重塔が建立されている。

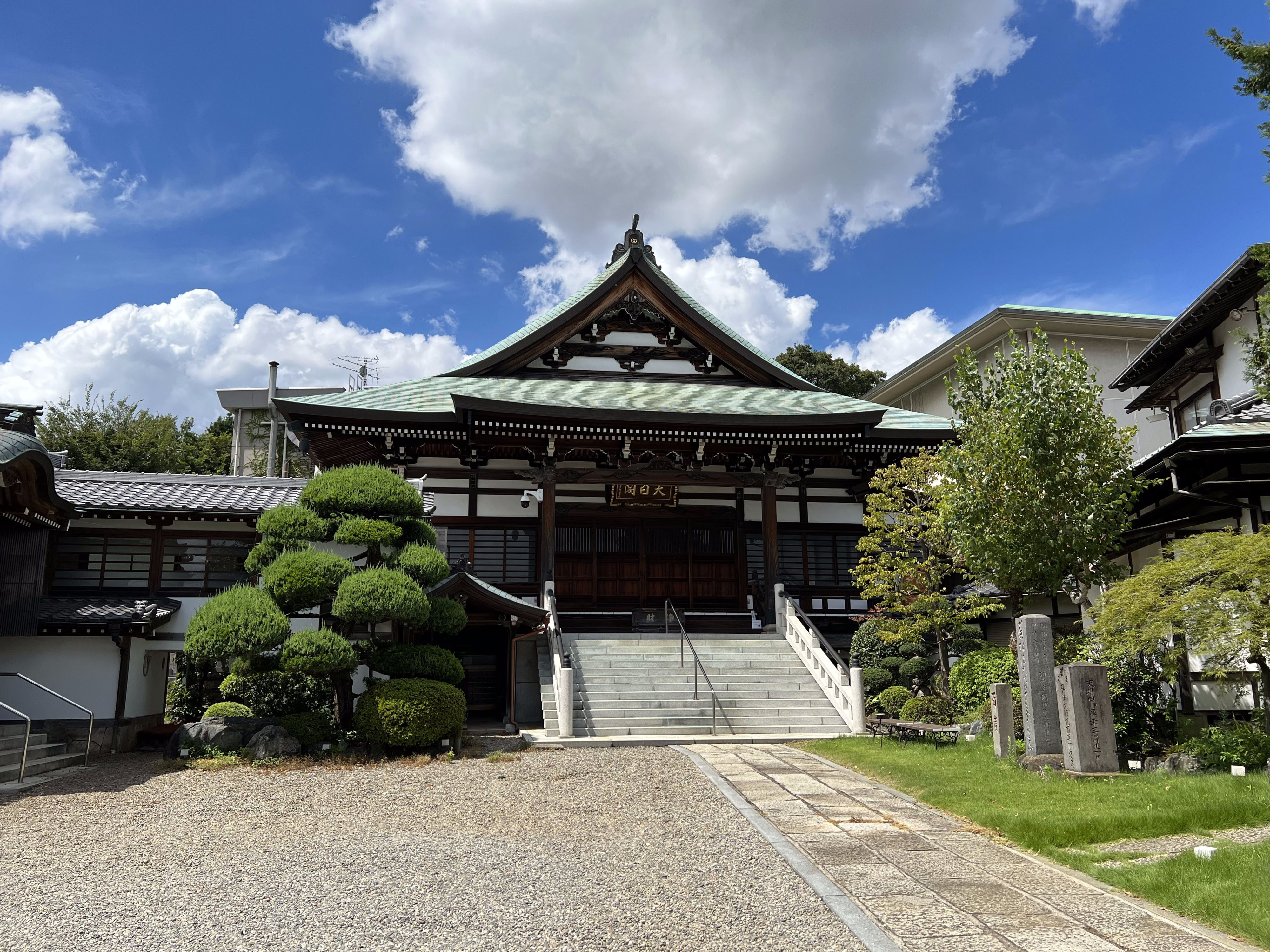
本堂
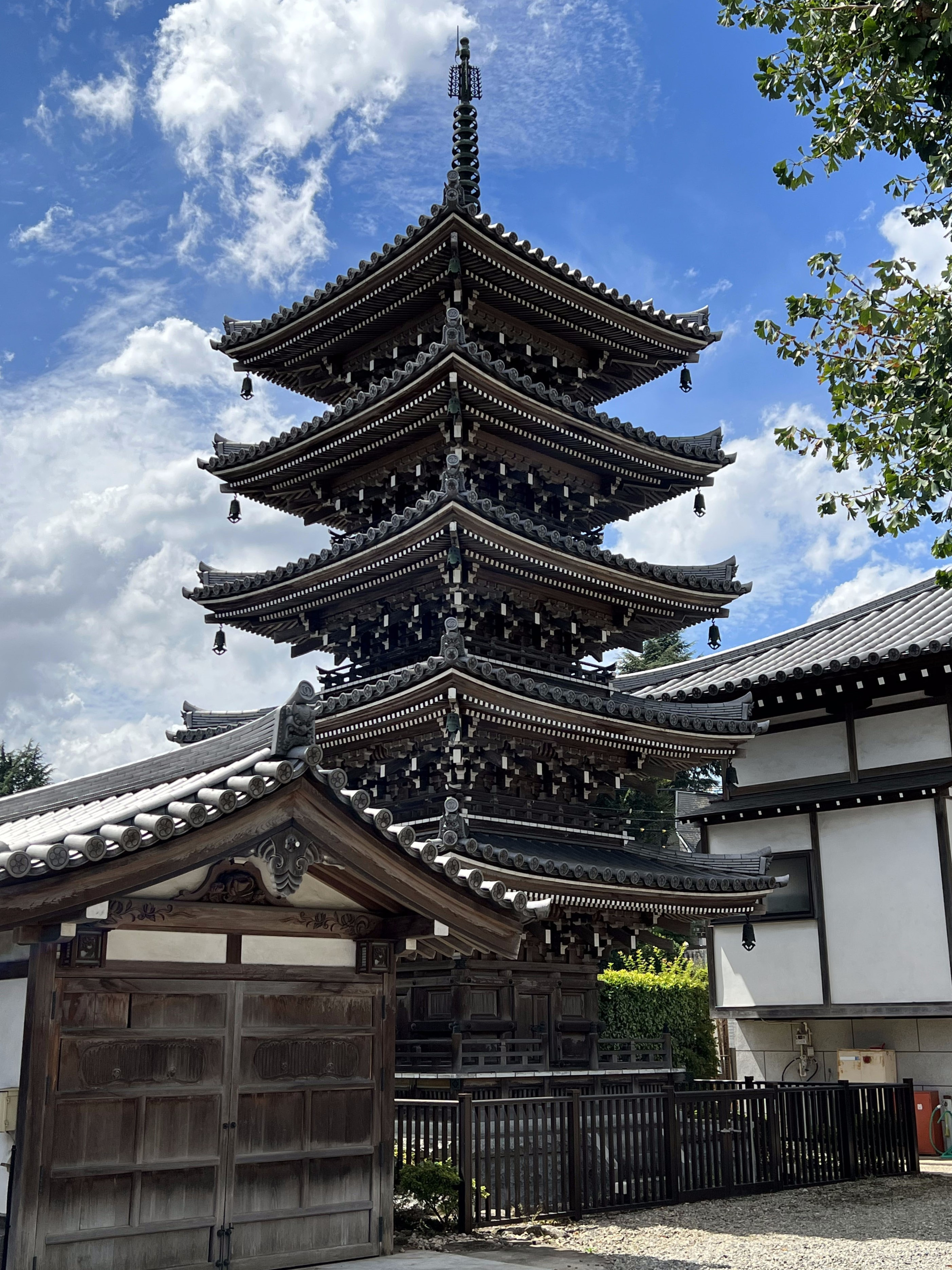
五重塔

## 千手観世音
当院には、寺宝として千手観世音像がある。菅原道真が昌泰の変で大宰府に左遷された折に自ら刻んだものという。
道真の死後、筑前国（現・福岡県）の千手坊に安置してあったが、江戸時代初期に福井藩藩主松平忠昌が引き取り、子の仙菊丸（後の松平昌勝）の守護本尊とした。
その後は宝仙寺第14世住職秀雄法印が預かることになった。秀雄法印が当院に移った際、この千手観世音も一緒に移し、一般人も参拝できるようにした

## 交通アクセス
- 新井薬師前駅より徒歩8分。